# Рейтинг Баженова
«Рейтинг Баженова» — познавательная передача. Выходила на канале «Моя планета» с 17 ноября 2010 года по 4 января 2017 года, до 30 октября 2015 года выходила также на канале «Россия-2». Ведущий — зоолог, журналист и специалист по выживанию Тимофей Баженов.

## О программе
«Рейтинг Баженова» состоит из семи циклов, рассказывающих о диких животных, их повадках и взаимоотношениях, о выживании в нечеловеческих условиях, об экспериментах над человеком:
- «Самые опасные животные России»,
- «Закон природы»,
- «Человек для опытов»,
- «Могло быть хуже»[2],
- «Война миров»[3],
- «Могло быть ещё хуже»,
- «Дикарь»[4]

| Цикл                            | Дата 1-го выпуска | Название 1-й серии | Дата последнего выпуска | Название последней серии | Выпусков |
| ------------------------------- | ----------------- | ------------------ | ----------------------- | ------------------------ | -------- |
| «Самые опасные животные России» | 17 ноября 2010    | «Гадкий яд»        | 19 января 2011          | «Вызываю огонь на себя»  | 16       |
| «Закон природы»                 | 7 апреля 2011     | «Мышиная охота»    | 18 мая 2012             | «Пила»                   | 40       |
| «Человек для опытов»            | 15 августа 2012   | «Выше уровня»      | 19 декабря 2012         | «Звёздные воины»         | 20       |
| «Могло быть хуже»               | 20 февраля 2013   | «Дубак»            | 25 декабря 2013         | «Вспомнить всё»          | 35       |
| «Война миров»                   | 22 марта 2014     | «Не собачье дело»  | 28 февраля 2015         | «Медвежья услуга»        | 36       |
| «Могло быть ещё хуже»           | 16 мая 2015       | «Жёсткий наезд»    | 31 октября 2015         | «Три товарища»           | 15       |
| «Дикарь»                        | 30 апреля 2016    | «Дорога к храму»   | 4 января 2017           | «Байки у костра»         | 17       |

## Факты
- В выпуске "Прокол" цикла "Могло быть ещё хуже" был приглашён специальный гость - фокусник Сергей Листопад
- В заставке цикла "Могло быть хуже" были показаны отрывки из старых циклов
- В циклах о выживании - якобы злодеем был режиссёр программы Александр Чекалин (озвучивал Александр Груздев)
- Циклы "Могло быть хуже", "Могло быть ещё хуже" и "Дикарь" последними выпусками оканчивались воспоминаниями. Гости были сразу три Тимофея Баженова
- В некоторых выпусках были травмы ведущего и конфузы (случаи). Например в одном из выпусков Тимофей упал со скалы и разбил щёку (получил шрам). Чтобы не возникло гематомы ведущий обработал рану холодной водой, затем повязкой. Также ещё в одном из выпусков цикла "Человек для опытов", Тимофей Баженов в Припяти распиливает бочку болгаркой, но в конце опыта бочка взрывается. Баженов лишается барабанной перепонки, в итоге опыт повторен уже другим способом. Через 3 года в "Могло быть ещё хуже" - опыт был снова проведён только без взрыва, и пилил бочку режиссёр программы. В бочке находился Баженов.
- В интернете есть множество пародии на программу
- Тимофея Баженова в "Могло быть хуже" сравнивают с Беаром Гриллсом

## Закрытие
В апреле 2017 года в официальной группе проекта «ВКонтакте», отвечая на вопрос зрителя, Тимофей Баженов сообщил, что «Рейтинг Баженова» закрыт, и что он перешёл в холдинг «СТС Медиа», где создаёт новую программу «Путь Баженова».
Тимофей Баженов пообещал что "Путь Баженова" станет как и "Рейтинг Баженова" имеющий множество циклов. Но на данный момент вышел только один цикл - "Напролом" со 20 выпусками. Программа выходила с 6 августа по 24 декабря 2017 года на телеканале "Че"